# GREAT!
《GREAT!》(그레이트)는 대한민국의 걸 그룹 모모랜드의 세 번째 미니 음반이다. 2018년 1월 3일 발매되었다.

## 수록곡
| #  | 제목                              | 작사                      | 작곡                                   | 편곡 | 재생 시간 |
| -- | --------------------------------- | ------------------------- | -------------------------------------- | ---- | --------- |
| 1. | 〈뿜뿜〉                          | 신사동 호랭이, 범이, 낭이 | 신사동 호랭이, 범이, 낭이              | 3:29 |           |
| 2. | 〈궁금해〉                        | 몬스터팩토리, Atm         | 몬스터팩토리                           | 3:16 |           |
| 3. | 〈Same Same〉                     | 핑크문                    | 핑크문                                 | 3:19 |           |
| 4. | 〈Fly〉                           | BEVERLY KIDZ, 윤석        | BEVERLY KIDZ, 윤석                     | 3:06 |           |
| 5. | 〈뿜뿜 (Inst.)〉                  |                           | 신사동 호랭이, 범이, 낭이              | 3:29 |           |
| 6. | 〈어마어마해 (EDM Ver.) (Inst.)〉 |                           | 텐조와 타스코, Long Candy, The Cannels | 3:23 |           |

## 논란
러시아의 걸 그룹 세레브로가 자신의 인스타그램에서 본 음반의 타이틀 곡인 〈뿜뿜〉이 〈Mi Mi Mi〉(미미미)를 표절한 듯하다고 거론하였으나. 원작자인 신사동 호랭이가 표절이 아닌 순수 창작물이라 주장하며 표절 의혹으로만 진행이 되고 있다.
한편 본 음반이 한 매장에서 하루에 8천 장이 판매되었는데, 이는 모모랜드의 팬덤 규모를 고려할 때 불가능한 일이라는 지적이 있었다. 이에 대하여 소속사는 일본에서 대량으로 구매를 해 갔다고 반론하였으나, 한터차트 측에서 정식으로 문제 제기를 하고 문체부에 조사를 의뢰하였다. 조사 결과 판매점과 한터차트 측의 재고 집계에 문제가 있었던 것으로 드러났다.